# Trzebicz (gromada)
Trzebicz – dawna gromada (najmniejsza jednostka podziału terytorialnego Polskiej Rzeczypospolitej Ludowej w latach 1954–72) z siedzibą GRN w Trzebiczu.
Gromady, w których gromadzkie rady narodowe (GRN) były organami władzy najniższego stopnia na wsi, funkcjonowały od reformy reorganizującej administrację wiejską przeprowadzonej jesienią 1954 do momentu ich zniesienia z dniem 1 stycznia 1973, tym samym wypierając organizację gminną w latach 1954–1972.
Gromadę Trzebicz z siedzibą GRN w Trzebiczu utworzono w powiecie strzeleckim w woj. zielonogórskim na mocy uchwały nr V/22/54 WRN w Zielonej Górze z dnia 5 października 1954 (ogółem gromad na obszarze Polski zostało utworzonych 8759). W skład jednostki weszły obszary dotychczasowych gromad Trzebicz, Osów, Przynotecko, Trzebicz Nowy i Trzebicz-Młyn ze zniesionej gminy Trzebicz w tymże powiecie. Liczbę członków gromadzkiej rady narodowej w tej gromadzie ustalono na 22.
1 stycznia 1958 do gromady Trzebicz włączono wieś Rąpin ze zniesionej gromady Rąpin w tymże powiecie.
1 stycznia 1959 do gromady Trzebicz włączono wieś Błotno ze zniesionej gromady Gościmiec w tymże powiecie.
1 stycznia 1967 do wsi Osów w gromadzie Trzebicz włączono obszar użytków rolnych o powierzchni 154,79 ha, a do wsi Trzebicz w gromadzie Trzebicz obszar użytków rolnych o powierzchni 338,64 ha – z miasta Drezdenko w tymże powiecie.
1 stycznia 1972 do gromady Trzebicz włączono tereny o powierzchni 353 ha z miasta Drezdenko w tymże powiecie.
Gromada istniała do końca 1972 roku, czyli do kolejnej reformy gminnej.